# Понтекулан, Филипп Густав
Филипп Густав Понтекулан (фр. Philippe Gustave le Doulcet, Comte de Pontécoulant, 1795—1874) — французский астроном.
Иностранный член Лондонского королевского общества (1833).

## Биография
Младший сын графа Луи Густава де Понтекулана (фр. Louis Gustave le Doulcet, comte de Pontécoulant), брат Луи Адольфа де Понтекулана (фр. Louis Adolphe le Doulcet, comte de Pontécoulant).
В 1811 году в возрасте 16 лет начал военную карьеру в сухопутной артиллерии, поступив в Политехническую школу. Пэр Франции. Выйдя в отставку в чине полковника в 1849 году, посвятил себя математике и астрономии.
В 1829 году использовал математические методы Пуассона и Лагранжа для точного вычисления возвращения кометы Галлея. Ошибка его предсказания даты прохождения кометой перигелия была в пределах двух дней.
В честь Понтекулана назван лунный кратер.